# نفرین منابع
رشد اقتصادی پایین‌تر کشورهایی با منابع طبیعی گسترده نسبت به سایر کشورها تناقضی است که به بلای منابع، نفرین منابع (به انگلیسی: Resource curse) یا تناقض فراوانی شهرت دارد. این پدیده بر اثر عوامل مختلف ممکن است به وجود آید، از آن جمله کاهش قدرت رقابتی در سایر بخش‌های اقتصادی (که بر اثر نرخ واقعی ارز که به طبع تزریق درآمد حاصل از منابع به‌طور مستقیم در اقتصاد حاصل می‌شود)، فرار سرمایه از بخش منابع طبیعی، نبود مدیریت دولت یا بر اثر فساد سیاسی ممکن است رخ دهد.
این ایده که وجود منابع طبیعی می‌تواند بلا باشد تا برکت در سال ۱۹۸۰ مطرح شد؛ و در ۱۹۹۳ ریچارد اوتی این موضوع را که چرا کشورهایی با انبوه منابع طبیعی نتوانسته‌اند از ثروتشان در جهت شکوفایی اقتصادشان بهره گیرند را توضیح داد. نمونه بارز این مدعا را می‌توان در کشورهای تولیدکننده نفت یافت. مابین سال‌های ۱۹۶۵–۱۹۹۸ سرانهٔ تولید ناخالص ملی در این کشورها از متوسط ۱٫۳٪ کمتر بود، درحالی‌که در سایر کشورهای در حال توسعه سرانه تولید ناخالص ملی متوسط ۲٫۲٪ بود.

## اثرات و پیامدهای منفی

### نزاع
منابع طبیعی می‌تواند و اغلب باعث بروز مناقشات در بین جوامع بوده. به‌طوری‌که در این میان هر گروه سهم خود را طلب می‌کند. گاهی اوقات شاهد به وجود آمدن گروه‌های جدایی‌طلب در مناطقی که این منابع استخراج می‌شوند هستیم؛ اما اغلب این درگیری‌ها به گونه‌ای نامحسوس است مانند نزاع میان وزارتخانه‌های مختلف در دولت بر سر در اختیار داشتن بودجه بیشتر.

### مالیات
در کشورهای فاقد منابع طبیعی دولت که مخارجش را از محل مالیات شهروندان تأمین می‌کند خود را به گونه‌ای مؤثر در برابر مردم پاسخگو می‌بیند. در حالی که در کشورهای سرشار از منابع طبیعی دولت که منبع مطمئنی برای مخارجش دارد خود را بی‌نیاز از شهروندان میابد؛ و بدین گونه است که در این کشورها رابطهٔ مردم و دولت از هم گسسته می‌شود؛ و متعاقباً فساد و سرکوب و بدرفتاری رواج می‌یابد.

### بیماری هلندی
بیماری هلندی به نوعی پدیده اقتصادی گفته می‌شود که به موجب آن درآمد حاصل از صادرات منابع طبیعی باعث لطمه خوردن به بخش تولیدی کشور می‌شود و به تبع آن با بالا رفتن نرخ واقعی ارز دستمزدها افزایش می‌یابد. بدین ترتیب بخش‌های تجاری عمدتاً کشاورزی و صنعت قابلیت رقابت خود را در بازار جهانی از دست می‌دهند. افزایش درآمد ملی اغلب به افزایش پرداختها توسط دولت در بخش‌های نظیر (درمانی، نظامی و رفاهی) منجر می‌شود که این نیز به افزایش نرخ واقعی ارز و افزایش دستمزدها می‌انجامد. تمام این عوامل با کاهش قابلیت رقابت کشور در بازارهای جهانی سبب وابستگی بیشتر کشور به درامدهای حاصل از منابع طبیعی می‌شود. بدین ترتیب اقتصاد کشور در برابر تغییر قیمت در مواد خام بسیار آسیب‌پذیر می‌شود.

### ناپایداری درآمد
قیمت پاره‌ای از مواد خام دستخوش نوسانات شدید است، به عنوان مثال قیت نفت خام در سال ۱۹۹۹/ ۱۹۹۸ حدود ۱۰ دلار در هر بشکه بود در حالیکه در سال ۲۰۰۸ به بیش از ۱۰۰ دلار در هر بشکه رسیده. این چنین نوساناتی به سردرگمی دولت در برنامه‌هایش می‌انجامد. تغییراتی این چنین ناگهانی در واقعیت‌های اقتصادی اغلب به به‌هم خوردن گسترده قراردادهای اقتصادی منجر می‌شود.

### استقراض بیش از اندازه
از آنجا که دولت انتظار در آمدهای بیشتر را در آینده دارد با وجود بهره‌مندی از درآمدهای حاصل از منابع طبیعی به زیر بار قرض نیز می‌رود. عواملی چون افزایش نقدینگی ویا مرض هلندی که باعث کاهش نرخ بهره در قبال قرض می‌شود نیز در ترغیب دولت‌ها به این کار مؤثر است. علاوه بر این خود منابع طبیعی کشور نیز به صورت منبع تضمین موازی برای دریافت اعتبار بیشتر عمل می‌کند. با این حال چنانچه قیمت مواد خام طبیعی و نرخ معاوضه ارز در یک زمان افت کند دولت پول کافی برای پرداخت دیون نخواهد داشت. به عنوان نمونه می‌توان از نیجریه و ونزوئلا نام برد که در دهه ۱۹۷۰ با رشد ناگهانی قیمت نفت به سرعت خود را به زیر بار دیون سنگین بردند، اما وقتی در دهه ۱۹۸۰ از قیمت نفت کاسته شد؛ موسسات مالی از پرداخت وام به آن‌ها سر باز زدند و بسیاری از این کشورها بسیار مقروض شدند و با احتساب جریمه‌ای که بر بهره آن‌ها افزوده می‌شد همچنان به زیر بار قرض بیشتری رفتند.

### فساد
در کشورهای سرشار از منابع اغلب حفظ قدرت از طریق اختصاص عایدی بخش عمده‌ای از منابع به تعدادی از افراد مهم به عنوان رشوه بسیار مؤثرتر است تا به کار انداختن این منابع در خدمت سیاست اقتصادی رو برشد در یک محیط رقابتی برنامه‌ریزی شده. در این کشورها مبالغ بسیار هنگفتی از سرمایه بر سر اینگونه مفاسد سیاسی هزینه می‌شود. دولت نیاز کمتری به ایجاد موسسات در سامان بخشیدن به بخش‌های مالیات و تولید نسبت به بخش منابع می‌بیند و این به توسعه نیافتن اقتصاد می‌انجامد. از طرفی وجود مناطق آزاد مالیاتی بهشت امنی برای سیاسیون فاسد ایجاد می‌کند تا درآمدهای نامشروعشان را پنهان کنند.

### فقدان اقتصاد چندبعدی و پدیدهٔ خودمختاری اقتصادی
در این کشورها بر اثر سوددهی زودگذر در پاره‌ای از مواد خام طبیعی ضرورت اقتصاد چندبعدی نادیده گرفته می‌شود. تلاش‌هایی هم که اغلب توسط موسسات عام‌المنفعه در جهت اقتصاد چندبعدی صورت می‌پذیرد بر اثر سوء مدیریت یا جهت‌گیری نادرست به جایی نمی‌رسد. در این کشورها حتی اگر تلاشی نیز از طرف در اقتصاد چند بعدی صورت گیرد بر سوددهی بالا در بخش مواد خام طبیعی قدرت رقابت از دیگر صنایع سلب می‌شود. در حالی که بخش منابع طبیعی منشأ سرمایه‌های عظیم است ولی فرصت‌های شغلی اندکی ایجاد می‌کند و بیشتر مانند سیستمی خود مختار که تبادلات کمی با دیگر بخش‌ها دارد عمل می‌کند.